# Charles Mathiesen

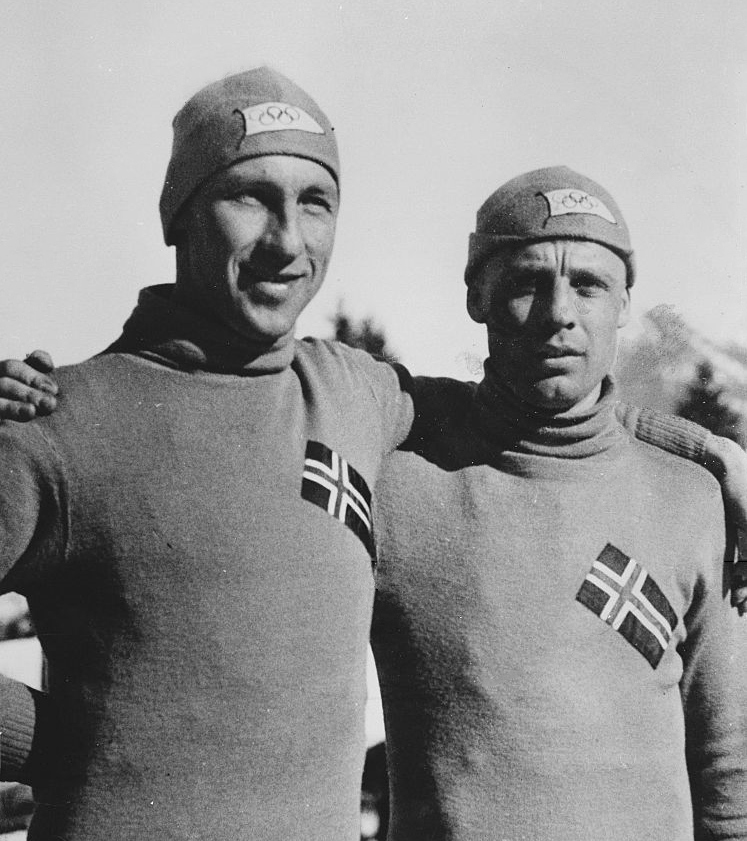
Ivar Ballangrud und Charles Mathiesen (rechts) 1936

Charles Arthur Mathiesen (* 12. Februar 1911 in Drammen, Buskerud; † 7. November 1994 ebenda) war ein norwegischer Eisschnellläufer.
Seine Laufbahn dauerte von 1930 bis 1948 insgesamt 18 Jahre. Der Höhepunkt seiner Karriere war der Gewinn der Goldmedaille über 1500 Meter bei den Olympischen Spielen 1936 in Garmisch-Partenkirchen.
Bei Eisschnelllauf-Mehrkampfweltmeisterschaften holte er 1938 in Davos und 1939 in Helsinki jeweils die Bronzemedaille. Im Jahr 1938 wurde Mathiesen Mehrkampf-Europameister. Am 3. März 1940 konnte er über 10.000 Meter mit 17:01,5 Minuten eine neue Weltrekordzeit aufstellen. Zudem gewann er bei der Mehrkampfeuropameisterschaft 1936 in Oslo und bei der Mehrkampfeuropameisterschaft 1939 in Riga jeweils die Silbermedaille.
Durch den Zweiten Weltkrieg wurde er abgehalten noch weitere Erfolge zu erzielen. Sein letzter großer Wettbewerb war der 5000-Meter-Lauf bei den Olympischen Spielen 1948 in St. Moritz, wo er aber wegen Atembeschwerden wegen der großen Höhe aufgeben musste.